# 30 مارس (فلم)
30 مارس هو فيلم إثارة مصري عرض عام 2021، الفيلم من إخراج أحمد خالد موسى وتأليف حميد المدني، ومن بطولة أحمد الفيشاوي، دينا الشربيني، وخالد الصاوي.

## قصة الفيلم
يتتبع فيلم 30 مارس رحلة «علي» الهارب من جريمة قتل لا يعرف حتى هل ارتكبها أم لا، فيبدأ في جمع خطوط الحقيقة بمساعدة صديقه المحامي وجارته، ومع مرور الوقت يجد نفسه يتورّط في قضايا أخطر بكثير مما تصوّر، تجعله على حافة الجنون أو القتل.

## طاقم التمثيل
- أحمد الفيشاوي: (علي مهران)
- دينا الشربيني: (حنان)
- خالد الصاوي: (عادل)
- صبري فواز: (توفيق سليمان)
- أسماء أبو اليزيد: (هند)
- محمد شاهين: (عمر)
- أحمد خالد صالح: (رمزي)
- نيللي كريم: (ضيفة شرف)
- ندى موسى: (ضيفة شرف)
- سلوى محمد علي: (ضيفة شرف)
- محمد جمعة: (ضيف شرف)
- وليد فواز: (ضيف شرف)
- شريف دسوقي: (ضيف شرف)
- إنجي المقدم: (ضيفة شرف)
- محمد علي رزق: (ضيف شرف)
- أيمن الشيوي: (ناير)
- أحمد كشك
- آية سليم
- محمود متولي
- زينب العبد
- نهى عادل
- نور عبد السلام

## فريق العمل
- إخراج: أحمد خالد موسى
- تأليف: حميد المدني
- مدير التصوير: فوزي درويش
- مونتاج: عمرو ربيع
- موسيقى تصويرية: ساري هاني
- إنتاج: دانا للإنتاج والتوزيع الفني (راني مسحال)
- توزيع داخلي: سينرجي للإنتاج الفني
- توزيع خارجي: إن ستارز ديجيتال

## وصلات خارجية
- مقالات تستعمل روابط فنية بلا صلة مع ويكي بيانات